# Єзерський Володимир Йосипович
Володи́мир Йо́сипович Єзе́рський (1920—1978) — український радянський астроном, планетолог, директор Харківської обсерваторії (1971—1977).

## Життєпис
Єзерський вступив до Харківського університету перед війною. На початку війни, як і багато інших першокурсників фізмату, був направлений на навчання в Військово-повітряну інженерну академію ім. М. Є. Жуковського. Після прискореного закінчення академії став авіаційним техніком на фронті. Повернувшись з фронту, знову навчався, закінчив університет, потім аспірантуру, працював науковим співробітником в обсерваторії. В 1949—1950 навчальному році керував астрономічним гуртком у Палаці піонерів.
У 1951—1954 Єзерський виконав роботу з фотографічної фотометрії Венери. Провівши власні фотографування Венери в 1951, 1953 і 1954 роках і додавши фотографічні спостереження Барабашова 1932 року, Єзерський виконав вимірювання яскравості зображень за допомогою мікрофотометра. Було показано, що максимум яскравості припадає на рівні кути падіння і відбиття. Виявилося також, що гілки кривих розподілу яскравості з боку лімба і з боку термінатора не збігаються. Пізніше Дудінов пояснив це впливом турбулентного замиття зображення планети земною атмосферою. Подібність індикатриси розсіювання світла хмарами Венери до індикатриси крапель води привело Єзерського до хибного висновку про водну природу хмар Венери. У 1956 році під керівництвом Барабашова захистив кандидатську дисертацію «Фотографічна фотометрія Венери». Спільно з В. А. Федорець створював великий фотометричний каталог місячних утворень, що включав понад 1000 ділянок. Досліджував закони розсіювання світла місячною поверхнею, вивчав відмінності карт альбедо Місяця різних авторів. Під керівництвом Єзерського виконувалися роботи з фотометричного забезпечення місць посадок радянських космічних апаратів Луна-16, Луна-20 і Луна-24. Разом з Леонідом Акімовим і Юрієм Шкуратовим досліджував місячний ґрунт. Спільно з Миколою Козиревим спостерігав виділення газу на Місяці.
У 1958—1971 викладав в університеті, був доцентом. Вів курси «Загальна астрономія», «Загальна і теоретична астрофізика», спецкурси.
У 1971, після смерті Барабашова, став директором обсерваторії.
Тривалий час в обсерваторії назрівав конфлікт поколінь між Єзерським і молодшими за віком співробітниками. В 1977 році, на вченій раді обсерваторії, працівники молодшого покоління нещадно критикували Єзерського й домоглись його відставки.
Наступного року Єзерський помер від серцевого нападу.

## Родина
Є родичем Лідії Павлівни Єзерської — есерки, яка стріляла в могилевського губернатора.
Дружина Валентина Олександрівна Єзерська (Федорець) була астрономом, співробітницею Барабашова, склала фотометричний каталог Місяця.
Мав двох дочок. Олена Володимирівна Єзерська стала фізиком, доцентом фізичного факультету ХНУ ім. В. Н. Каразіна.